# アイシーエム
株式会社アイシーエム(ICM)とは、かつて大阪に本社があったパーソナルコンピュータ周辺機器のメーカーである。
1981年12月22日設立。取り扱い製品は、NECPC-9800シリーズの各種ディスクドライブや拡張カードを中心に、コストパフォーマンスのよい製品を提供していた。またハードディスクのシェアでは、緑電子、ロジテック、エレコム、テクサなどとトップ争いを演じていた。
なお、同社製のSCSI機器は、当時日本で一般的だったハーフD-sub50pinベローズタイプの他に、D-sub37pinコネクタを採用した製品があった。
しかし競合メーカーが増えるにつれ、仕切り値を更に下げ販売数量で補おうとするが、増産体制が追いつかず受注残を抱え資金繰りが悪化した上、新規参入したメモリ事業が不振だった事もあり、1996年6月4日に約92億円の負債を抱え自己破産した。
1996年6月14日破産宣告。2000年3月30日破産終結。
2018年現在、様々な業種で同名または類似した社名の企業が存在し、中には公式ウェブサイトを設けているところもあるが、それらとは一切無関係である。

## EO System
ICM製のハードディスクにバンドルされたMS-DOS用メニューソフト。MS-DOSでは通常、コマンド入力をしてソフトを立ち上げるが、その煩雑さを避けるため、アプリケーションを選択して起動させる、こうしたメニューソフトがバンドルされるのが一般的だった。同種のソフトには、緑電子のS.O.S.などがあったが、EO Systemは操作性が良く、人気があった。

## 関連会社
- ユニットコム - 元子会社（設立当初の社名はアロシステム。アイシーエムの自己破産直前に独立したのち、MCJによる子会社化直後の2007年10月に現社名に変更）